# Корнат
Корнат (хорв. Kornat) — острів в хорватській частині Адріатичного моря, в центральній Далмації. Площа острова — 32,44 км², довжина берегової лінії — 68,79 км. Це найкрупніший острів архіпелагу Корнати, і 16-й за площею серед всіх островів Хорватії. Острів витягнутий з північного заходу на південний схід, його довжина 25,2 км, ширина — 2,5 км.

## Географія
Острів входить в національний парк Корнати, що включає в себе 89 островів.
Згідно з переписом 2001 року на Корнаті проживало 7 чоловік, але станом на 2011 рік постійного населення немає.
В недалекому минулому острів став сумновідомим через корнатську трагедію (хорв. Kornatska tragedija), коли група пожежних, закинута на острів під час пожеж 2007 року, опинилась у вогненному кільці і дванадцять з тринадцяти пожежних загинули (шестеро — на місці, семеро — в лікарні). Це була найбільша втрата особового складу за всю історію пожежної охорони в Хорватії.